# Алан Грегов
Алан Грегов (хорв. Alan Gregov, *|1970, м. Задар, СФРЮ) — хорватський баскетболіст, олімпійський медаліст.

## Виступи на Олімпіадах
| Олімпіада      | Дисципліна | Місце |
| -------------- | ---------- | ----- |
| Барселона 1992 | баскетбол  | 2     |